# Salim Medjkoune
Salim Medjkoune (* 4. Januar 1971 in Aubière, Frankreich) ist ein ehemaliger französischer Boxer im Superbantamgewicht. Er wurde von Andre Moins trainiert und von AB Stars gemanagt.

## Profi
Er gewann seine ersten 22 Kämpfe und wurde zudem in seinem 21. Kampf Europameister. 2001 errang er den Europameistertitel nochmals. Am 9. Oktober des Jahres 2002 bezwang er Osamu Satō nach Punkten und wurde dadurch WBA-Weltmeister. Im Jahr darauf verteidigte er den Gürtel gegen Vincenzo Gigliotti ebenfalls nach Punkten und verlor ihn an Mahyar Monshipour durch K. o.